# Hypena subcyanea
Hypena subcyanea là một loài bướm đêm trong họ Erebidae.